# Мишковський повіт
Мишковський повіт (пол. powiat myszkowski) — один з 17 земських повітів Сілезького воєводства Польщі.
Утворений 1 січня 1999 року в результаті адміністративної реформи.

## Загальні дані
Повіт знаходиться у північно-центральній частині воєводства.
Адміністративний центр — місто Мишкув.
Станом на 1.01.2008 населення становить 71 714 осіб, площа 479,25 км².

## Демографія
Демографічні дані повіту станом на 30.06.2007:
|       | Всього | Всього | Жінки  | Жінки | Чоловіки | Чоловіки |
| ----- | ------ | ------ | ------ | ----- | -------- | -------- |
|       | осіб   | %      | осіб   | %     | осіб     | %        |
| Повіт | 71 625 | 100    | 37 024 | 51,7  | 34 601   | 48,3     |
| Міста | 39 862 | 100    | 20 773 | 52,1  | 19 089   | 47,9     |
| Села  | 31 763 | 100    | 16 251 | 51,2  | 15 512   | 48,8     |